# بافورد أ. جونسون
بافورد أ. جونسون (بالإنجليزية: Buford A. Johnson)‏ هو طيار أمريكي، ولد في 30 أغسطس 1927 في لونغفيو في الولايات المتحدة، وتوفي في 15 أبريل 2017.